# Белеріанд
Белеріанд («Край Балар») — у легендаріумі Дж. Р. Р. Толкіна географічна область на північному заході Середзем'я, що існувала до кінця Першої Епохи і більша частина її території пішла під воду внаслідок Війни Гніву.
Вважають, що спершу ця назва стосувалася тільки земель довкола гирла річки Сіріон, що впадав у Баларську затоку. Згодом так стали називати всі землі на Північному Заході південніше Затоки Дренгіст та Гітлуму до гірського хребта Еред-Ліндон та Еред-Луїн (Сині гори) на сході.

## Географія

### Сусідні землі: Дор-Даеделот, Ард-гален, Гітлум та Невраст

Схематична мапа Белеріанду

На півночі Мелькор створив Еред-Енгрін, Залізні Гори, що захищали його підземну фортецю Утумно. Ці гори простягались з заходу на схід, відокремлюючи володіння Мелькора Дор-Даеделот (синд. Dor-Daedelot — «Земля Тіні Жаху») — суворий північний край, де панували вічні сніги та крига. На заході, де Еред-Енгрін відхилявся на північ, Мелькор збудував другу фортецю Ангбанд, від якої крізь Залізні гори вів тунель, що закінчувався брамою. Над нею з гірської породи, залізної окалини та попелу звів він триглавий пік Тангородрим (синд. Tangorodrim — «Гори Тиранії») — чорний, неймовірно високий і моторошний.
На південь від Залізних гір простягалася широка рівнина Ард-Гален (Ard-Galen — «Зелений Край»), де після появи Сонця виросла трава, і під час облоги Ангбанда зелень доходила до воріт мелькорової твердині.
На південний захід від Тангородриму лежала Гісіломе — Земля Імли — так її називали нолдори, через хмари, що наслав їх Мелькор під час їх першого отаборення, а синдари назвали її Гітлум. До кінця облоги Ангбанда тут був чудовий край з прохолодним літом і морозною зимою. На заході він упирався в Еред-Ломін (Гори Відлуння), що шеренгами стояли біля моря, а зі сходу та півдня Гітлум оточували Еред-Ветрін, Тінисті Гори, котрі виходили до Ард-Галену та Долини Сіріону. У Гітлумі були розташовані області Мітрім, що знаходилась на сході, оточена горами Мітріму, з озером Мітрім у центрі, та Дор-Ломін на півдні.
На захід від Дор-Ломіну, по той бік Гір Відлуння, які тягнулись углиб країни на південь від затоки Дренгіст, лежав Невраст (синд. Nevrast — «Ближній Берег»). Спершу так іменували всі прибережні землі на південь від Затоки, та згодом ця назва закріпилася тільки за берегом, розташованим між Дренгістом і Бескидом Терас, розташованим на мисі. Дехто вважав, що Невраст скоріше належить до Белеріанду, ніж до Гітлуму, бо його клімат був м'який, землю зволожували морські західні вітри, і вона була захищена від холодних північних вітрів, що віяли над Гітлумом. За високими горами та прибережними скелями розташувалась широка рівнина, де не було річок, однак посередині лежало велике озеро з непевними берегами, оточене болотами. Оскільки на ньому мешкало багато водяних птахів, то озеро отримало назву Лінаевен (синд. Linaeven — «Пташине»).

### Західний Белеріанд: Бретіль, Нан-Татрен, Талат-Дірнен, пагорби Нарготронду, Фалас, Арверніен і острів Балар
Велична і прекрасна місцевість, названа Белеріандом, простяглась по обидва береги Річки Сіріон, що брала початок у Тінистих Горах, текла  на південь, крізь Твані Сірех і вузький Сіріонів Прохід, де розташувався острів Тол-Сіріон,  крізь ліси Бретілю та Доріату і, добігши до Сутінкових Озер (Аелін-Уіал), спадала водоспадом у  підземний коридор під пагорбами Андрам (синд. Andram — «Довга Стіна») і виходила на поверхню через три милі, біжучи далі крізь Нан-Татрен і впадаючи у Баларську затоку. На землях між Великим Морем (Белегаер) і Сіріоном, що мали назву Західний Белеріанд, з півночі на південь розташувався ліс Бретіль (синд. Bretil — «Березовий»), крізь який з Тінистих гір текла притока Сіріону річка Тейглін.  Трохи південніше у озері Іврин і його водоспадах починалась річка Нарог, що через вісімдесят ліг впадала у Сіріон в лісах Нан-Татрену (Вербова Земля). На південь від Нан-Татрену простяглися всипані квітами луки, де майже ніхто не жив, а віддалік, довкола гирла Сіріону, лежали болота й острівці очеретів, а ще піски дельти, де мешкали хіба морські птахи.
Між Тейгліном і Нарогом розкинулась рівнина Талат-Дірнен. У середній течії Нарога розташувались порослі лісом пагорби Нарготронду і Таур-ен-Фарот.
Південніше бескиду Терас розташувалась приморська країна Фалас (синд. Falas — «Пінне Узбережжя»), крізь яку текли річки Бріттон і Неннінг, що впадали у море. На південь від Фаласу над затокою Балар розташувалось узбережжя Арверніену, що  починалось від мису Балар до дельти Сіріону.  У цьому краї росли березові ліси Німбретілу (синд. Nimbretil — «Срібна Береза»). Посеред Баларської затоки розташувався великий острів Балар, що утворився внаслідок відламу частини Тол-Ересеа, що  застрягла на мілинах Затоки під час переміщення Самотнього Острова до земель Аману.

### Східний Белеріанд: Дортоніон, Тумладен, Дімбар, Нан-Дунгортеб, Дор-Дірнен, Доріат, Таур-ім-Дуїнат, Нан-Елмот, Гімлад, Естолад, Таргеліон і Оссіріанд
Східним Белеріандом називалися землі, розташовані по лівий бік від Сіріону до Синіх Гір. Південніше рівнини Ард-Гален розташувалось високе узгір'я, зване Дортоніоном (синд. Dortonion — «Соснове узгір'я»), що простяглося на шістдесят ліг із заходу на схід; тут росли густі соснові бори, особливо на північному та західному укосах. Починаючись на рівнині пологими схилами, воно здіймалось і перетворювалося на відкриту для вітрів височину, де біля підніжжя голих скелястих вершин, чиї маківки піднімалися вище, ніж шпилі Еред-Ветріну, лежало чимало невеличких гірських озерець; а на півдні, з боку Доріату, узгір'я зненацька обривалося жахливими проваллями, де розташувались Еред-Горгорот (Гори Жаху). Зі схилів Дортоніону на захід протікав потік Рівіл, що вливався в Сіріон у Тванях Сірех.
Між Сіріоном і Дортоніоном розташувалось неприступне пасмо Ехоріат (Окружні Гори), в середині якого знаходилась прихована долина Тумладен, що була дном озера, яке висохло внаслідок давніх битв валар з Мелькором, ще у Валіанську Епоху. З півдня єдиним доступним входом у цю долину було русло Висохлої Річки, що раніше витікала з того озера, а з півночі — вузький прохід, що отримав назву Орлина Розколина.
На південь від Ехоріату розташувались гірські вершини Кріссаегріму, біля підніжжя яких між Висохлою Річкою, Сіріоном та його притокою Міндеб знаходились пустельні землі Дімбару. Від Міндебу до верхів'я Есгалдуїну простяглися пустельні землі Нан-Дунгортеб, що з півночі упиралися в Еред-Горгорот. Нечисленні потоки, що збігали зі схилів Еред-Горгорот, було отруєно павучою отрутою гігантських павуків з поріддя Унголіант, які тут мешкали.
Люди і ельфи рідко проходили Нан-Дунгортебом, а за крайньої потреби користувались тільки шляхом, що починався біля північної межі Бретілю, через брід Бріттіах перетинав Сіріон і проходив Нан-Дунгортеб над північною межею Доріату до Есгалдуїну, де у часи Облоги Ангбанду стояв кам'яний міст Іант-Іаур. Потім шлях проходив крізь Дор-Дінен (Мовчазну Землю) і, перетнувши Ароссіах (Броди Аросу), досягав північних меж Белеріанду.
Південніше лежали заповідні ліси Доріату. Північну і меншу його частину Ліс Нелдорет, зі сходу та півдня обмежувала темна річка Есгалдуїн, що починалась на південному сході Дортоніону, і у середині Доріату повертала на захід, впадаючи в Сіріон. Між річками Есгалдуїн і Арос, що також починався на узвищях Дортоніону і повертав на захід, вливаючись у Сіріон трохи вище Сутінкових Озер, росли густі й пишні ліси Регіону. Майже весь Доріат лежав на східному березі Сіріону, крім вузької смужки лісу від гирла Тейгліну до Сутінкових Озер. Ельфи Доріату називали цей ліс Ніврім — Західне Узграниччя; там росли велетенські дуби.
На південь від Доріату, де Арос впадав у Сіріон, по обох берегах річки простягались великі стави та болота, які розбивала його течія та розпорошувала багатьма каналами. Край цей називався Аелін-Уіал, Сутінкові Озера. Південніше Аелін-Уіал ландшафт різко знижувався; нижні луки Сіріону були цим різким зниженням відділені від верхніх, і хто дивився з півдня на північ, бачив той переділ у вигляді нескінченного ланцюга пагорбів, які збігали від Егларесту поза Нарогом на заході до Амон-Еребу на сході, де віддалік видніла річка Геліон. Нижче Озер Сіріон линув з півночі стрімким водоспадом, а тоді зненацька поринав під землю у великий тунель, вибитий у ґрунті вагою спадних вод; і знову з'являвся на поверхні за три ліги на південь, із гамором та хмарою бризок вириваючись із кам'яних арок біля підніжжя пагорбів, які отримали назву Ворота Сіріону.
Цей переділ називався Андрам, Довга Стіна від пагорбів Нарготронду до Рамдалу, Кінця Стіни у Східному Белеріанді. Та що далі на схід, то меншим він ставав, бо долина Геліону поступово хилилася на південь, а на цілій його течії не було ні водоспадів, ні порогів, і він линув завжди швидше за Сіріон. Поміж Рамдалом і Геліоном був єдиний, доволі високий пагорб із пологими схилами; і звався він Амон-Ереб.
На південь від Андраму, між Сіріоном і Геліоном, лежала дика земля, поросла хащистим лісом, у який ніхто не заходив, хіба що могло забрести подекуди кілька Темних Ельфів; звалася та земля Таур-ім-Дуїнат, Ліс Межиріччя.
На схід від Доріату, на лівому березі річки Келон, що витікала з околиць пагорба Гімрінг і впадала в Арос, розташувався ліс Нан-Елмот, де росли найвищі і найтемніші дерева Белеріанду, і ніколи не зазирало сонце. Північніше Нан-Елмоту у межиріччі Аросу і Келону розташувався край Гімлад — Прохолодна Рівнина, на південь від Нан-Елмоту знаходились землі, що у дні приходу людей стали називатись Естолад — Отаборення.
Найсхіднішими землями Белеріанду були долина Геліону та її приток. Геліон був величною річкою, що брала початок з двох джерел і мала попервах два рукави. Від місця їх злиття, Геліон біг на південь упродовж сорока ліг, а тоді у нього впадали притоки; іще до того як досягти моря, він був удвічі довший за Сіріон, але не такий широкий і повноводний, адже в Гітлумі і Дортоніоні, водами яких живився Сіріон, випадало більше дощу, ніж на сході. З Еред-Луїн збігали шість приток Геліону: Аскар (пізніша назва Ратлоріель), Талос, Леголін, Брілтор, Дуїлвен і Адурант — швидкі та збурунені потоки, які стрімко спадали з гір; і між Аскаром на півночі й Адурантом на півдні, поміж Геліоном і Еред-Луїн простяглась зелена країна Оссіріанд, Земля Семиріччя. І от у точці майже на середині течії потік Адурант розділявся, а тоді зливався знову; й острів, оточений його водами, називався Тол-Гален, Зелений Острів.
На схід від Доріату  узграниччя Белеріанду були найбільш відкритими для атаки, і лише з півночі долину Геліону захищали невеликі пагорби, найвищим з яких був Гімрінг — Вічнохолодний.  На північ від них простяглась широка та порожня рівнина Лотлан — Порожня і Розлога. Між Дортоніоном і Гімрінгом розташувався Аглонів прохід, який слугував входом у Доріат; крізь нього з півночі завжди віяв сильний вітер.
Землі між Геліоном і Еред-Луїн від Бескиду Рерір на півночі до річки Аскар на півдні отримали назву Таргеліон — За Геліоном, а синдари називали їх Талат-Рунен — Східна Долина. Біля Реріру знаходилось озеро Гелеворн — глибоке і темне.

## Держави, володіння, поселення і народи Белеріанду

### Амон-Руд
Амон-Руд — останнє поселення Малих гномів, що мало назву Шарбгунд. Тут жили останні представники цього народу Мім та його сини Кгім та Ібун. Згодом у цьому домі оселились розбійники з ватаги Туріна.

### Ангбанд і Дор-Даеделот
Дор-Даеделот — країна Мелькора на півночі Середзем'я, де мешкали його лихі створіння. Розташовувалась по обидва боки Еред-Енгрін на північ від рівнини Ард-Гален. Ще до свого полонення Мелькор звів на північному заході під Еред-Енгрін велику підземну тюрму-фортецю Ангбанд (синд. Angband — Залізне Пекло), якою командував Саурон. Під час взяття в полон Мелькора, коли валар зруйнували його головну твердиню Утумно, чертоги Ангбанду були також зруйновані, але підземні ходи валар чіпати не стали. Після викрадення Сильмарилів і своєї втечі Мелькор, вже відомий під назвою Моргот, зробив Ангбанд своєю резиденцією. У цій твердині Ворога мешкали численні полчища орків, тролів, балроги, дракони та інші потвори. У Ангбанді Мелькор тримав своїх рабів полонених ельфів, що працювали в його копальнях. Після битви Дагор-Аглареб (Славетна Битва) і поразки військ Моргота сили нолдорів розпочали Облогу Ангбанду, що тривала чотириста років і була прорвана внаслідок Дагор-Браголлах (Битва Раптового Полум'я). З Ангбанду Темний Володар керував зруйнуванням ельфійських королівств Белеріанду. До кінця Першої Епохи у володіннях Моргота опинились майже всі землі Белеріанду, крім Півдня. Під час Війни Гніву фортеця була зруйнована, балроги та більшість інших лихих істот — знищені, а раби Моргота вийшли на волю.

### Арверніен
У Арверніені після падіння Дортоніону, Нарготронду, Доріату і Гондоліна оселились вцілілі ельфи та люди. Першими правителями в краї були Туор та Ідріль. Згодом правителем став їх син Еаренділ, що взяв за дружину доньку Діора Елвінг. В Арверніені народились їх сини Елрос і Елронд. Через Сильмаріл, принесений Ельвінг, поселення втікачів у Арверніені зазнало нападу з боку синів Феанора, і в бою, що став третім братовбивством, загинули Амрод і Амрос, Елрос і Елронд потрапили у полон. Елвінг разом з Наугламіром і Сильмарілом кинулась у Море, однак не загинула, позаяк Улмо перетворив її на морську чайку, що долетіла до корабля Еаренділа, і вони вирушили на Захід.

### Острів Балар
Коли через рік після Нірнаед-Арноедіад було розорено Фалас, частина фалатримів на чолі з Кірданом Корабельником та сином Фінгона Гіл-Галадом влаштувала нове поселення на острові Балар.

### Бретіль
У Бретільському Лісі, в часи Облоги Ангбанду, оселилились люди третього народу аданів галадіни або народ Галет. Головним їх поселенням був Ефел-Брандір розташований на вершині пагорба Амон-Обел. Галадінами правили вожді з роду Галдада, останнім з яких був Гарданг. З усіх трьох народів аданів народ Галет найдовше всіх жив у своїх домівках і зберігав свободу. Громадянська війна, що спалахнула в краї після загибелі Гарданга, призвела до великих втрат серед цього народу. Після загибелі королівства Доріат галадіни були змушені залишити Бретіль, відступивши в Арверніен.

### Східний Белеріанд: володіння синів Феанора— Гімлад, Дор-Карантір (Таргеліон), Маглорова Пустка, Рубіж Маедроса, володіння Амрода і Амроса
Більша частина земель у Східному Белеріанді належала синам Феанора.

#### Гімлад
У Гімладі оселились Келегорм та Куруфін. Головна їх фортеця розташовувалась у Аглоновому Проході, прикриваючи таким чином вхід до Східного Белеріанду.

### Таргеліон
Таргеліон був королівством Карантіра і тому його друга назва була Дор-Карантір (синд. Dor-Karantir — Земля Карантіра). Столицею королівства була фортеця на західному схилі Бескиду Рерір. На службу до Карантіра прийшли східняни Улфанга Чорного, що потайки служили Морготу.

#### Маглорова Пустка
Володінням Маглора була територія між двома рукавами Геліону.

#### Рубіж Маедроса
Володіння старшого сина Феанора Маедроса розташувались на пагорбах від Аглонового Проходу до Еред-Луїн. Головна фортеця краю знаходилась на вершині пагорба Гімрінг. На службі в Маедроса перебували східняни з народу Бора.

#### Володіння Амрода і Амроса
Найпівденніша земля синів Феанора, що розташовувалась між лісом Нан-Елмот і бродом Сарн-Атрад через Геліон. У їх володіннях  знаходився край Естолад, де тривалий час жили люди з трьох домів аданів.

#### Доля держав і володінь синів Феанора
Після Дагор-Браголлах (Битва Раптового полум'я) дракон Глаурунг та армія Моргота розорили Гімлад, Маглорову Пустку і Таргеліон, зруйнувавши фортецю Карантіра на горі Рерір. Маглор відступив до володінь Маедроса, а Карантір відійшов на південь за Рамдал, разом з Амродом і Амросом. Після Нірнаед-Арноедіад (Битва Незліченних Сліз) впала фортеця Маедроса на вершині пагорба Гімрінг, і сини Феанора тинялись по краю, наче листя на осінньому вітрі.

### Гітлум
До виходу нолдор з Валінору у Гітлумі мешкав лише нечисельний народ синдарів Мітріму. Після виходу нолдор з Валінора і прибуття їх до Середзем'я у 1497 р. Епохи Дерев, елдари з Домів Феанора, Фінголфіна та Фінарфіна розбили табір біля озера Мітрім на сході Гітлуму. Після другої битви, названої Дагор-нуїн-Гіліат (Підзоряна Битва), у якій загинув Феанор, і перемоги у ній, в Гітлумі було створено королівство нолдорів Півночі. Ним правив Фінголфін, що, після порятунку з полону Маедроса, був визнаний верховним королем нолдорів. Столицею королівства була фортеця Барад-Ейтель (синд. Barad-Eytel — Вежа Джерела), або Ейтель-Сіріон (синд. Eytel-Sirion — Джерело Сіріону), збудована на південних схилах Еред-Ветрін біля джерела, з якого витікав Сіріон. Найнаселенішою частиною краю був Мітрім, де довкола озера продовжували жити синдари та оселились новоприбулі нолдори. У центральній частині Гітлуму та Дор-Ломіні знаходився уділ Фінголфінового сина Фінгона. Згодом Дор-Ломін був відданий вождеві третього народу аданів Гадору Золотоволосому і став домівкою цих людей. Після Дагор-Браголлах (Битва Раптового Полум'я)  Ейтель-Сіріон було взято в облогу, але місто вдалось відстояти завдяки героїзму людей народу Гадора, вождь якого Галдор Високий загинув у тій битві. Упевнений у швидкій загибелі всіх королівств Белеріанду, Фінголфін вирушив на поєдинок з Морготом і  загинув у ньому. Королівством нолдорів Гітлуму став правити його син Фінгон. Після Нірнаед-Арноедіад (Битва Незліченних Сліз) у якій загинули більшість нолдорів Гітлуму разом з королем Фінгоном та всі чоловіки з народу Гадора (крім вождя Гуріна), Гітлум було захоплено армією Моргота. У цьому краї він оселив східнян з народу Улфанга Чорного, що зрадили синів Феанора під час битви. Ельфи Гітлуму (крім населення Мітріму, що певний час ще відстоювало свою свободу) стали рабами на копальнях Ангбанду, а жінки та діти народу Гадора потрапили в рабство до східнян.

### Гондолін
Гондолін (кв. Ondolinde — Скеля Музичної Води; синд. Gondolin — Прихована Твердиня) — приховане нолдорське місто — держава короля Тургона. Розташовувалось на пагорбі Амон-Гварет посеред долини Тумладен оточеній з усіх боків гірським пасмом Ехоріат (Окружні Гори). Вийшовши за порадою Володаря Вод Улмо з Віньямару, Тургон пройшов крізь промитий Висохлою Річкою прохід в Окружних Горах і дістався прихованої долини Тумладен, де не бував ніхто, окрім гігантських орлів Манве, що гніздилися на вершинах Кріссаегріму. Не сказавши про неї нікому, Тургон повернувся до Неврасту і став розробляти план міста що нагадувало б йому про Тіріон на Туні, куди в часи вигнання линуло його серце. Після Дагор-Агларебу він потайки відрядив до Тумладену найвитриваліших і найвправніших ельфів, що стали будувати місто про яке замислив Тургон. Будівництво Гондоліну тривало п'ятдесят два роки, і по його завершенню коли Тургон готувався покинути Віньямар, перед ним знов постав Улмо. Він сказав:    
- Отепер ти, Тургоне, нарешті підеш у Гондолін; і влада моя утвердиться в Долині Сіріону, в усіх водах його й ніхто не помітить твого виходу, і жоден не знайде там прихованого входу без твоєї на те волі. Гондолін найдовше з усіх королівств елдаріе протистоятиме Мелькорові. Та не надто захоплюйся творіннями рук твоїх і замірами серця; і пам'ятай, що справжню надію нолдорів схоронено на Заході і прибуде вона з Моря. 
Улмо застеріг Тургона, що й на нього поширюється Присуд Мандоса, який Володар Вод не здатен скасувати. 
- Може трапитись так, — мовив він, — що прокляття нолдорів наздожене тебе перед смертю й у стінах твоїх також пробудиться зрада. Тоді їм загрожуватиме вогонь. Однак, воістину, якщо та небезпека підступить надто близько, то зі самого Неврасту прийдуть до тебе, щоби застерегти, і з тим посланцем поміж руїн і вогню для ельфів і для людей народиться надія. Тож залиш у цім домі обладунки та меч, аби у прийдешні роки той посланець міг знайти їх, і за ними ти впізнаєш його безпомильно.   
Володар Вод повідомив про те якого розміру мають бути шолом, кольчуга меч, які треба залишити і повернувся до моря, а Тургон повів свій народ до новозбудованого міста. Довгі роки ніхто не знав куди вони поділись, ніхто не вступав у те місто, крім Гуора і Гуріна; і воїнство Тургона не виходило за його межі до Нірнаед-Арноедіад (Битви Незліченних Сліз) триста п'ятдесят літ і більше.
Проте по той бік гірського кола народ Тургона розрісся і процвітав, ельфи, докладаючи вміння, ненастанно трудилися, так що Гондолін на Амон-Гвареті став воістину прекрасним, далебі гідним зрівнятися з заморським Тіріоном. Високі та білі були його стіни, сходи — гладенькі, а Вежа Короля — гінка та міцна. Сяйливі водограї бриніли там, а у дворах Тургона стояли скульптури Дерев давнини, які  з ельфійською майстерністю виконав сам Тургон; і Дерево яке він зробив із золота називалося Глінгал, а Дерево чиї квіти він зробив зі срібла — Белтіл.
Прихований за неприступними горами Ехоріат Гондолін протримався довше від усіх королівств ельдарів Белеріанду і був відкритий завдяки необережним словам Гуріна, що мовив їх біля місця де колись була прихована брама до долини Тумладен. Їх підслухали шпигуни Ворога і передали Морготу, але той ще довго не міг проникнути за кільце неприступних гір, доки королівський племінник Маеглін, що, порушивши заборону, вийшов за межі прихованої долини і    потрапив у полон. Підданий тортурам він зламався і видав таємницю прихованої твердині. Внаслідок нападу на місто величезної орди орків,  балрогів, тролів і драконів Гондолін було спалено, більша частина його народу включно з Тургоном загинула. Проте частині елдарів на чолі з Туором і його дружиною — донькою Тургона Ідріль Келебріндаль — вдалось врятуватись і відійти на південь до Арверніену.

### Доріат
Доріат (синд. Doriath — Обперезана Земля) також Таємниче королівство — край короля Елу Тінгола та його дружини, маї Меліан, в лісах Нелдорет і Регіон. Був оперезаний поясом королеви Меліан, внаслідок чого в ці землі можна було потрапити лише з дозволу короля Тінгола (виняток становив лиш Берен син Барагіра).  Населення королівства становили ельфи — синдари, що залишились у Середзем'ї разом зі своїм королем, котрий зустрів у лісі Нан-Елмот Меліан і покохав її. Зачарована річка Есгалдуїн, що протікала крізь центр Доріату ділила край на дві частини — Ліс Нелдорет і Ліс Регіон. У тому місці, де Есгалдуїн повертав на захід, на його лівому березі розташувалось підземне місто — чертоги Менегрот (синд. Menegrot — Тисяча Печер), що було оселею Тінгола та Меліан і столицею королівства. Південною межею Доріату була річка Арос. Східна околиця лісів Доріату в межиріччі Аросу і Келону мала назву Арторіен.
Завдяки Берену та Лутіен, що змогли дістатись Ангбанду і здобути з Залізної Корони Мелькора один з Сильмарилів, Тінгол став власником коштовності Феанора. Гурін з Дор-Ломіну віддав Тінголові знайдений у руїнах Нарготронда Наугламір. Король вирішив поєднати обидві коштовності і з цією метою запросив майстрів з гном'ячого міста Ногрод. Гноми виконали замовлення, однак, вражені красою Наугламіра і Сильмарила в ньому, не захотіли віддавати його Тінголові, мотивуючи тим, що Наугламір був зроблений гномами і подарований королю Нарготронда Фінроду Фелагунду. В результаті суперечки Елу Тінгола було вбито, але  й з гномів вціліло лише двоє, що дістались Ногрода. Після загибелі Тінгола Меліан у печалі покинула край і відійшла за Море. Так захисний пояс  довкола Доріату перестав існувати. Королівство зазнало нападу з боку гонмів Ногрода, в ході якого Доріат було розорено, а  Менегрот розграбовано. Однак на зворотному шляху гноми Ногрода були розбиті зеленими ельфами Оссіріанду біля броду Сарн-Атрад, а вцілілих добили енти біля Бескиду Долмед. У відновленому Доріаті став правити син Берена і Лутіен Діор, якому після смерті його батьків було передано Наугламір та Сильмарил. Дізнавшись про те, що Діор носить Наугламір з Сильмарилом, сини Феанора стали вимагати повернення створеної батьком коштовності. Діор нічого не відповів їм, і тоді Келегорм підбурив братів напасти на Доріат. І напали вони раптово посеред зими, і билися з Діором у Менегроті; і так відбулась друга братовбивча різанина серед ельфів. Від руки Діора загинув Келегорм, поруч впали Куруфін і Карантір; але й Діора та його дружину Німлот було вбито, а його синів жорстокі слуги Келегорма покинули вмирати від голоду в лісі. Маедрос дуже сильно жалкував  про вчинене і довго шукав їх у лісах Доріату, але Елуред і Елурін пропали безвісти. Однак сини Феанора не змогли заволодіти Сильмарилом, бо вцілілі ельфи Доріату відійшли на південь до Гирла Сіріону, і серед них була дочка Діора Елвінг, що віднесла Наугламір з Сильмарилом. Відтоді Доріат більше не відродився.

### Естолад
Естолад (синд. Estolad — Отаборення) — край, де оселились люди з трьох народів аданів. Тривалий час там залишалось змішане населення людей, доки край не було розорено армією Моргота. Земля входила до володінь Амрода і Амраса.

### Нарготронд та володіння його васалів: Мінас-Тіріт та землі Дортоніону
Нарготронд — підземне місто в пагорбах Нарготронда у Західному Белеріанді, на березі річки Нарог і столиця однойменного королівства нолдор, що простягалось від Талат-Дірнен (англ. Talat-Dirnen, з синдарину — «Хранима Рівнина») до річки Неннінг у Фаласі. Першим населенням пагорбів Нарготронда були Малі Гноми — нащадки вигнанців з Ногрода і Белегоста, що облаштували тут своє поселення Нулуккгіздін. Однак, за допомогою гномів Белегоста, нолдори вигнали їх. Захоплений величчю Менегрота король Фінрод син Фінарфіна вирішив збудувати подібну підземну фортецю. Тінгол розповів йому про печери в ущелині Нарогу біля пагорбів Таур-ен-Фарот і дав поводирів, що привели його до вказаного місця. У печерах Нарогу Фінрод за допомогою гномів Ногрода і Белегоста став будувати величезні підземні чертоги і арсенали. Фінрод щедро винагородив гномів, адже він більше ніж усі інші нолодорські принци забрав скарбів з Тіріона. Гноми ж для нього створили Наугламір — Гномівську Пектораль, найуславленіше з їх творінь Прадавніх Часів. Пектораль — каркас із золотої сітки, на якому було закріплено незліченні валінорські самоцвіти, — мали власну силу, так що носити її було легко, наче лляне прядиво і на будь-якій шиї вона виглядала граційно і чарівно.
Фінрод оселився в Нарготронді разом з більшістю свого народу, і мовою гномів його нарекли Фелагундом — Прорубувачем Печер.
На далекій півночі, у верхів'ях Сіріону, на острові Тол-Сіріон звів Фінрод високу вежу — фортецю Мінас-Тіріт (Minas-Tirith — «Вежа Рубежу»), і залишив нею правити свого брата Ородрета.
Інші ж сини Фінарфіна брати Ангрод і Аегнор разом зі своїми підданими оселились у гірських узвищях Дортоніону, звідки вони могли спостерігати за рівнинами Ард-Галену. Народ їх був малочисельним, бо земля та давала дуже скупі врожаї, але велике нагір'я позаду вони вважали твердинею, яку Морготові не вдалося би здолати легко.
Землю Ладрос на північному сході Дортоніону Аегнор віддав людям з першого народу аданів — Дому Беора Старого. Першим правителем цього краю став Боромир син Борона і правнук Беора.
Внаслідок Дагор-Браголлах (Битва Раптового Полум'я) Дортоніон (відтоді він називався Таур-ну-Фуїн — «Ліс Під Ночетінню») було захоплено армадою Моргота, його владики Ангрод і Аегнор полягли у битві. Жінки та діти народу Беора відійшли у Бретіль і Дор-Ломін, а чоловіки залишились на батьківщині і вели партизанську війну проти загарбників, доки не загинули всі, крім Берена, сина Барагіра.
Через два роки після Дагор-Браголлах Саурон захопив Мінас-Тіріт, а його гарнізон разом з Ородретом відступив у Нарготронд.
Після відходу Фінрода Фелагунда разом з Береном на північ та його загибелі від зубів вовкулаки у підвалах зведеної ним же фортеці на Тол-Сіріон Нарготрондом став правити його брат Ородрет. Його радником і полководцем став Турін син Гуріна на прізвисько Мормегіл — Чорний Меч, за порадою якого було збудовано величний кам'яний міст через Нарог, який він не погодився зруйнувати, попри поради ельфів Гелміра і Армінаса, що тривалий час жили на острові Балар у Кірдана Корабельника. Турін упевнив Ородрета відкрито напасти на армію Моргота, що стало фатальним: її вів дракон Глаурунг, проти якого вони були безсилі. У битві на рівнині Тумгалад загинули всі нарготрондці разом з королем. Вцілів лише Турін, у якого була гном'яча маска, що захищала його від вогню дракона. По зведеному мосту орки і дракон увірвались до міста і розорили його. Зруйнований Нарготронд став лігвом дракона, доки той не виповз і не дійшов до Ущелин Тейгліну, де був убитий Туріном. Після вбивства
Глаурунга останній з Малих Гномів Мім оселився у руїнах Нарготронда і був убитий Гуріном за зраду людей Туріна. Більше печери Нарготронда в легендах не згадуються.

### Невраст
Невраст — край біля моря, де до виходу нолдорів жили нечисленні синдари. Після Дагор — нуін — Гіліат тут оселився народ нолдорів короля Тургона сина Фінголфіна. Тургон та більшість його підданих жили у підземних чертогах Віньямару біля Бескиду Тарас. У Неврасті народ Тургона прожив майже сто років після виходу з Валінору. Коли у прихованій долині Тумладен було збудовано місто Гондолін все населення Неврасту переселилося до нього так що Туор, який прийшов у Невраст у пошуках Тургона, знайшов порожній край і покинутий Віньямар.

### Оссіріанд
Оссіріанд (англ. Ossiriand, з синдарину — «Семиріччя»), Край Семи Річок (англ. Land of Seven Rivers), надалі Ліндон (англ. Lindon) — земля на сході Белеріанду, між Синіми горами і річкою Геліон. Назву отримав за цією великою річкою і шістьма її притоками, що стікали зі схилів Еред-Луїн (Аскар або Ратлоріел, Талос, Леґолін, Брилтор, Дуїлвен і Адурант). Оссіріанд був країною лайквенді, або зелених ельфів, що прийшли у Белеріанд до сходження Місяця, під проводом Денетора, сина Ленве. Цей народ любив річки, струмки та джерела, а також рослини, звірів та пташок. Навесні і влітку вони убирались у зелене, і пісні долинали навіть до протилежного боку Геліону; тому нолдори нарекли цю країну «Ліндон» («Край Музики»), а тамтешні гори — «Еред-Ліндон», бо вони першими побачили їх із Оссіріанду. Денетор загинув на пагорбі Амон-Ереб під час першої битви за Белеріанд, і зелені ельфи більше не обирали собі нового короля. Частина їх залишилась у Оссіріанді, а інші пішли в Доріат і змішались з ельфами Тінгола.

### Фалас
Фалас — королівство синдарів на березі Великого Моря (Белегаер) у Західному Белеріанді. Ельфи, що його населяли, отримали назву фалатрими — вони стали першими кораблебудівельниками Середзем'я. У гирлі річок Бріттон і Неннінг вони збудували прекрасні портові міста — фортеці Брітомбар і Егларест, що стало столицею країни. Правителем краю був Кірдан Корабельник. Країна була розорена військом Моргота наступного року після Нірнаед-Арноедіад (Битва Незліченних Сліз). Брітомбар і Егларест було зруйновано. Більшість фалатримів загинули або стали рабами Моргота, але частина їх разом з Кірденом Корабельником та сином Фінгона Гіл-Галадом відступили на острів Балар.

## Історія Белеріанду

### Епоха Дерев Валар
Епоха Дерев Валар — це час, коли ще не існувало ні Місяця, ні Сонця. Тільки Валінор осяювало світло Дерев Телперіона і Лауреліни. Над Белеріандом, іншими регіонами Середзем'я та континентами поза ним панувала темна ніч, осяяна тільки небесними зорями. Ці зорі, що завжди були на небосхилі,  побачили ельфи, котрі пробудились на берегах озера Куївіенен. Саме звідти походить їх любов до зірок та назва елдари, що означає зоряний народ.
1 рік Епохи Дерев дорівнює 9,582 рокам Сонця.
Епоха тривала 1500 років Дерев, що приблизно відповідає 14 373 рокам Сонця.
1125 — Ваніар і нолдор прибувають у Белеріанд.
1128 — Телери прибувають у Белеріанд після зупинки в лісах Еріадора.
1130 — Вождь телерів Елве зустрічає маю Меліан серед лісів Нан — Елмоту (вони застигають непорушно на багато років); піддані Елве починають його пошуки.
1132 — Улмо втомлюється чекати телерів, що очікують повернення Елве, і переправляє нолдор і ваніарів через Белегаер на острові Тол-Ересеа.
1149 — Улмо нарешті повертається до телерів, але багато все ще не бажають іти, оскільки Елве так і не знайдено. Вони утворюють ельфійське плем'я синдарів. Інша частина телерів залишається на прохання Оссе, і разом з прибулими пізніше ельфами вони на чолі з Кірденом переселяються у Фалас.
1151 — Більшість телерів Улмо переправляє через Велике Море на Тол-Ересеа, що назавжди зупиняється в затоці Елдамар. Вони обирають своїм вождем Ольве брата Ельве.
1152 — Елве пробуджуються від сну і возз'єднується з синдарами. Він стає відомим як владика Елу Тінгол і оселяється в Доріаті. Мая Меліан стає його дружиною.
Бл. 1200 — Народилась Лутіен, донька Елу Тінгола і Меліан.
1250 — Гноми Ногроду і Белегосту зустрічають синдарів; між ними встановлюється торгівля.
Бл. 1280 — Орки з'являються у Белеріанді.
1350 — Нандор на чолі з Денетором прибувають у Белеріанд і оселяються в Оссіріанді, після чого стають знані як зелені ельфи або лайквенди. Завершено будівництво чертогів Менегрота — столиці Доріату.
1497 — Викравши Сильмаріли, Моргот повертається в Ангбанд; розгортається Перша Битва за Белеріанд; Денетор вождь лайквендів загинув; гавані Фаласу взято в облогу. Нолдор домів Фінголфіна і Фінарфіна досягли Гелкараксе; Феанор і його воїни переправляються на кораблях через Белегаер; після чого спалюють кораблі. Воїнство Феанора атакує армії Моргота; розгортається Дагор-нуїн-Гіліат; Феанор отримує смертельні рани в бою з балрогами і скоро помирає; Маедрос стає Верховним Королем нолдорів, але потрапляє у полон до Моргота.
1500 — Нолдори Домів Фінголфіна і Фінарфіна по кризі Гелкараксе перейшли у Середзем'я. Перший схід Місяця.

### Перша Епоха Років Сонця
Зі сходженням Сонця на небосхилі час стали визначати за його рухом. Доба стала тривати 24 години, а рік — 365 днів. Перша Епоха тривала 590 років.
1 — Сходження Сонця. У Гілдоріені на далекому сході Середзем'я пробуджуються люди.
5 — Фінгон рятує Маедроса, і той передає верховну владу над нолдор Фінголфіну, що тепер стає Верховним Королем.
7 — Нолдор Дому Феанора на чолі його синів ідуть у Східний Белеріанд.
20 — Святкування Меред Атердтад (Бенкет Возз'єднання) у Ейтель-Іврін (Джерело Іврін).
50 — Увісні Улмо повідомляє Тургону і Фінроду про те, що їм належить заснувати таємні обителі.
52 — Фінрод починає будівництво Нарготронду.
60 — Дагор Аргелеб: нолдор перемагають війська Моргота і починають Облогу Ангбанда.
64 — Тургон починає зведення Гондоліна.
65 — Укріплюються гавані Брітомбар і Егларест; зводиться Барад-Німрайс.
67 — Тінгол забороняє використання квенья.
102 — Завершення будівництва Нарготронда; народ Фінрода покидає Гітлум.
116 — Завершено будівництво Гондоліна; народ Тургона таємно починає переселення з Неврасту.
150 — Атака орків на Гітлум з боку затоки Дренгіст. Відбита військами Фінрода.
155 — Глаурунг спустошує Ард-Гален, але його проганяють назад до Ангбанду.
310 — Беор приводить Перший Дім Едайн; їх виявляє Фінрод. Вони входять у Естолад; після декількох років Другий Дім Едайн приходить до Таргеліону. За ним приходить Третій Дім і оселяється в Естоладі.
316 — Аредель покидає Гондолін і приходить у Нан-Елмот до Еола.
320 — Едайн починають переселення з Естоладу в Дортоніон, Гітлум і Талат-Дірнен; народження Маегліна.
355 — Смерть Беора.
359 — Народження Гадора.
369 — Частина Едайн на чолі з Берегом повертаються у Еріадор.
375 — Орки атакують Таргеліон; загинуло багато едайн з Другого Дому, але вершники Дому Феанора на чолі з Карантіром врятували їх.
390 — Галет відвела своїх людей з Таргеліону і у 391 році приводить їх на землі південного Тейгліну. Більшість з них згодом іде у Бретіль.
410 — Повернення Аределі разом з Маегліним у Гондолін, загибель Аределі і страта Еола.
416 — Дор — Ломін віддано Дому Мараха.
432 — Народився Берен Ерхаміон.
455 — Моргот прорвав Облогу Ангбанда. Почався  Дагор-Браголлах; чаклунське полум'я, яке вивергнув Тангородрим, спалило Ард-Гален, перетворивши його на пустелю Анфаугліт; Дортоніон захоплено і перейменовано на Таур-ну-Фуїн; люди Барагіра, що залишились у ньому, ведуть партизанську війну проти слуг Моргота.
456 — Фінголфін викликав  Моргота на поєдинок і загинув.
457 — Саурон захопив фортецю Ородрета Мінас-Тіріт і перейменовує Тол-Сіріон на Тол-ін-Гаурот ("Острів Перевертнів").
458 — Гурін і Гуор покидають народ Галет у Бретілі, після цього Торондор відносить їх у Гондолін.
459 — Гурін і Гуор повертаються з Гондоліна у Дор-Ломін.
460 — Барагір і його 12 супутників зраджені Горлімом Нещасливим і перебиті, але Берену вдалось врятуватись.
462 — Моргот атакує Гітлум, але атаку відбивають Фінгон і Кірден.
463 — Поява перших східнян у Белеріанді, що стають на службу Дому Феанора.
464 — У місяці гваероні (березень) народився Турін. Берен відходить у Доріат, де зустрічає Лутіен.
465 — Берен вирушає у похід за Сильмарилом; він прибуває у Нарготронд, де отримує підтримку Фінрода; Келегорм і Куруфін  здіймають повстання і залишають Фінрода без підтримки підданих. Фінрода і Белега полонить Саурон на Тол-ін-Гауроті; Фінрод та його соратники були вбиті вуовкулаками. Лутіен рятує Берена. Келегорм і Куруфін виганяються з Нарготронда; вони нападають на Берена і Лутіен, але зазнають поразки і тікають на схід.
466 — На початку весни народжується Урвен Лалайт, сестра Туріна. Берен і Лютіен досягають Ангбанда; вони викрадають Сильмаріл, але його поглинає Кархарот. Після цього вони прибувають в Доріат. Кархарота вдається вбити і відібрати Сильмаріл, але у сутичці гинуть пес Гуан і Берен. Лютіен приходить до Чертогів Мандоса і просить поверх до життя Берена, Манве отримує дозвіл від Еру Ілуватара, після чого Лутіен разом із Береном відроджуються як смертні і оселяються в Оссіріанді.
468 — Маедрос почав збирати Союз ельфів, людей і гномів проти Моргота.
469 — Восени Моргот наслав на Дор-Ломін вітер, що приніс моровицю. Померло дуже багато старих та дітей. Серед них була і Урвен Лалайт.
472 — У середині осені починається Нірнаед-Арноедіад. Моргот здобуває перемогу над ельфами та едайн. Гинуть Фінгон і Гуор, потрапляють у полон Гвіндор і Гурін. Східняни-зрадники оволодівають Гітлумом, через що Морвен відправляє Туріна у Доріат. Тургон стає Верховним Королем нолдор. Народились Туор, син Гуора, і Ніенор, донька Гуріна, сестра Туріна.
474 — Падіння Фаласу. Кірден зводить Гавані Сіріону.
484 — Турін тікає з Доріату.
489 — Загибель Белега Куталіона.
490 — Турін приходить у Нарготронд.
496 — Розорення Нарготронда. Туор приходить у Гондолін.
498 — Турін бере за дружину Ніенор.
499 — Загибель Глаурунга. Смерть Туріна і Ніенор.
500 — Звільнення Гуріна з полону Моргота; смерть Морвен і Гуріна.
502 — Розорення Менегрота гномами Ногрода. Смерть Тінгола. Берен відбирає у гномів Наугламір.
503 — Друга смерть Берена і Лутіен. Діор стає королем Доріату. Народження Еаренділа, сина Туора, та Ідріль Келебріндаль, дочки Тургона.
509 — Сини Феанора вимагають від Діора повернути Сильмаріл, але той ігнорує їх вимогу. Напад Дому Феанора на Доріат. Загибель Діора, Келегорма, Куруфіна та Карантіра. Донька Діора Ельвінг ткає у Гавані Сіріона з Сильмарілом.
510 — Падіння Гондоліна. Загибель Тургона і Маегліна. Верховним королем нолдор стає Гіл-Галад.
511 — Туор, Ідріль і Еаренділ приходять у Гавані Сіріона.
525 — Еаренділ одружується на Ельвінг.
532 — Народження синів Еаренділа і Ельвінг, Елроса і Елронда.
538 — Сини Феанора просять Ельвінг повернути Сильмаріл, але вона відмовляє їм. Дім Феанора нападає на Гавані Сіріона і перемагає. Загибель Амрода і Амроса. Ельвінг кидається з Сильмарілом в море. Маглор бере на виховання покинутих Елронда і Елроса.
542 — Еаренділ і Ельвінг за допомогою Сильмарила досягають Валінора. Еаренділ просить Валар допомогти ельфам і людям; Еаренділ з Сильмарилом піднятий на небо.
545—587 — Війна Гніву; Моргот та його орди повержені; Саурон відмовляється постати перед судом Валар і залишається у Середзем'ї. Маедрос і Маглор викрадають два Сильмаріли, але втративши на них право, отримують опіки рук. Маедрос здійснив самогубство, кинувшись у тріщину з лавою, а Маглор викинув Сильмаріл у море і довго блукав берегом моря, оспівуючи битви з Ворогом.
590 — Моргот викинутий за Стіни Світу. Багато ельфів Середзем'я оселяються на Тол-Ересеа. Белеріанд затоплено. Гіл-Галад, Кірден, Галадріель, Келебрімбор і Елронд лишились у Середзем'ї з багатьма нолдор. Починається Друга Епоха — засновано ельфійські королівства Ліндон і Ерегіон.

## Затоплення Белеріанду і вцілілі землі
Внаслідок Війни Гніву у світі сталися великі зміни. «Шал супротивників був такий нестримний, що північні області західного світу відкололись, і крізь глибоченні тріщини з ревом прорвалося море, зчинивши повсюдний безлад і нечуваний гамір; річки зникли або ж знайшли собі інші русла, долини вивищились, а пагорби запались, і Сіріону не стало». Внаслідок цих зрушень Белеріанд, Гітлум та інші землі були поглинуті водами Великого Моря.
Лише південно-східна частина Таргеліону та Оссіріанд лишились над хвилями моря, а між ними пролягла велика затока, що пройшла далеко за Еред-Луїн. Оскільки до неї стала впадати річка Лун, її назвали Лунською.
На цих землях було засноване королівство Ліндон, де оселились більшість нолдорів та синдар — фалатримів, що не побажали відплисти на Захід до Тол-Ересеа. Королем Ліндону став син Фінгона Гіл-Галад, що був останнім верховним королем нолдорів. Він оселився у новозбудованому місті Форлонд (Північна Гавань) на землях колишнього Таргеліону, що отримали назву Форліндон (Північний Ліндон). У землях колишнього Оссіріанду, що стали називатись Гарліндон (Південний Ліндон), жили Галадріель та її чоловік Келеборн із Доріату. Головним їх містом став Гарлонд (Південна Гавань). У гирлі Лун було зведено місто Мітлонд (Сірі Гавані), де став правити Кірден Корабельник.
Також над водою залишилась вершина пагорба Гімрінг, що стала островом. Посеред безлюдного острова Гімрінг стоять руїни фортеці Маедроса.
Далі на захід над морем простяглись вершини нагір'я Таур-ну-Фуїн (колишній Дортоніон), що отримали назву Тол-Фуїн (Острів Ночі).
Також біля Ущелин Тейгліну зберігся клапоть землі, що став називатись Тол-Морвен, бо там знаходяться могили дружини Гуріна Морвен та її сина Туріна Турамбара. За пророцтвом, камінь, під яким була похована Морвен, не буде осквернений чи зрушений, навіть якщо море затопить землю, що врешті і сталося.
Основа трьох гір Тангородриму, що розсипались внаслідок падіння вбитого Еаренділом дракона Анкагалона Чорного, також стала великим островом.